# 盖姆利克湾

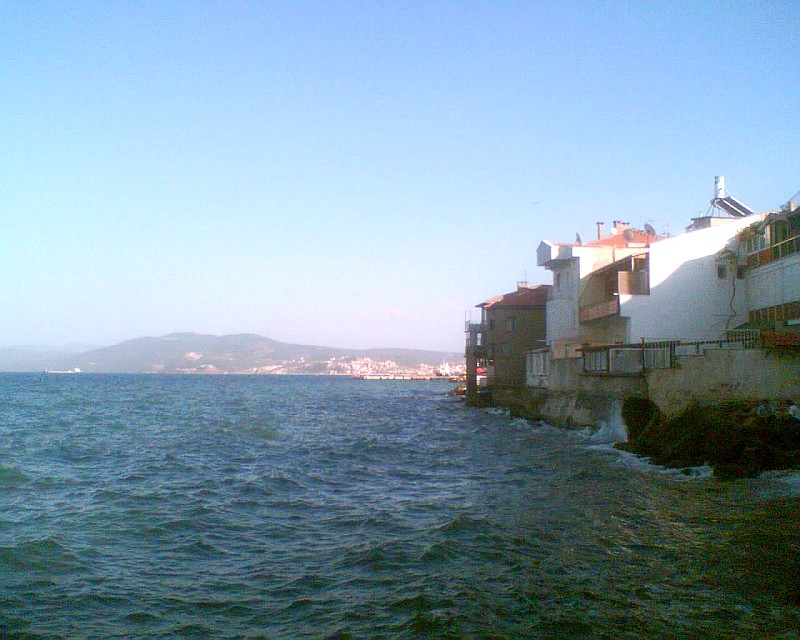
盖姆利克湾，穆达尼亚

盖姆利克湾（土耳其語：Gemlik Körfezi）是土耳其马尔马拉地区的一个海湾，位于马尔马拉海的西南部。海湾周围的主要城镇有穆达尼亚、盖姆利克和阿穆特鲁。 